# Uri Rosenthal
Uriël (Uri) Rosenthal (Montreux (Zwitserland), 19 juli 1945) is een Nederlands voormalig politicus, politicoloog en bestuurskundige. Van 14 oktober 2010 tot 5 november 2012 was Rosenthal minister van Buitenlandse Zaken namens de VVD in het kabinet-Rutte I.

## Levensloop
Na zijn gymnasiumopleiding op het Maerlant-Lyceum in Den Haag studeerde Rosenthal politieke wetenschappen aan de Universiteit van Amsterdam, waar hij in 1970 zijn doctoraalexamen behaalde. Hij was lid van de studentenvereniging Unitas Studiosorum Amstelodamensium. In 1978 promoveerde hij tot doctor in de sociale wetenschappen aan de Erasmus Universiteit Rotterdam. In 1980 werd hij daar hoogleraar politicologie en bestuurskunde. Vanaf 1987 tot aan zijn ministerschap was hij hoogleraar bestuurskunde aan de Universiteit Leiden.
Van 8 juni 1999 tot 14 oktober 2010 was hij lid van de Eerste Kamer voor de Volkspartij voor Vrijheid en Democratie (VVD). In de Eerste Kamer hield Rosenthal zich bezig met justitie, buitenlandse zaken en defensie. Vanaf 1 mei 2005 was hij fractievoorzitter.
Tijdens de kabinetsformatie van 2010 werd Rosenthal op 12 juni benoemd tot informateur. Later werd hij opnieuw informateur, deze keer samen met Jacques Wallage. Op 21 juli 2010 legden hij en Wallage hun eindverslag voor aan de koningin. Van 10 tot 12 juni 2011 bezocht Rosenthal de (besloten) 59e Bilderbergconferentie, waar ook koningin Beatrix aanwezig was.
Rosenthal is oprichter en was tot 14 oktober 2010 voorzitter van het COT Instituut voor Veiligheids- en Crisismanagement, een aanvankelijk in Den Haag gevestigd instituut met stevige netwerkverbindingen naar Rosenthals faculteit. Het instituut speelt een dominante rol bij het onderzoek naar, het opleiden in en het adviseren over een breed spectrum aan veiligheidsonderwerpen en crisismanagement.
Ook stond hij in 1989 samen met Roel in 't Veld aan de wieg van de Nederlandse School voor Openbaar Bestuur, een instituut dat speciaal voor de publieke sector opleidingen bestuurskunde verzorgt, destijds met name gericht op decentralisatie in het openbaar bestuur, het creëren van zelfstandige bestuursorganen en de introductie van marktwerking in het openbaar bestuur.
Op 30 juni 2010 werd Rosenthal verkozen tot lijsttrekker bij de Eerste Kamerverkiezingen van mei 2011. Op 14 oktober 2010, toen hij minister van Buitenlandse Zaken werd, droeg het partijbestuur voor het lijsttrekkerschap Loek Hermans voor. Als minister kreeg hij kritiek op zijn aanpak van de zaak-Zahra Bahrami en zijn weigering om een gezamenlijk EU-standpunt over de mensenrechten in Israël en de Palestijnse gebieden te steunen.
Vanaf 1 maart 2013 was Rosenthal voorzitter van de Adviesraad voor het Wetenschaps- en Technologiebeleid (AWT). Ook was hij vanaf 25 april 2014 voorzitter van de Raad voor civiel-militaire Zorg en Onderzoek (RZO).
Op 1 september 2016 werd Uri Rosenthal voorzitter van de Coalitie Vitalisering Varkenshouderij; een samenwerkingsverband van de Producenten Organisatie Varkenshouderij (POV), Rabobank en het ministerie van Economische Zaken. In deze hoedanigheid leidt hij de herstructurering van de Nederlandse varkenshouderij.

## Persoonlijk
Rosenthal werd kort na het einde van de Tweede Wereldoorlog in Europa te Montreux geboren als zoon van joods-Nederlandse ouders. In 1942 vluchtten zijn joodse ouders voor de beginnende deportaties uit het door de Duitsers bezette Nederland. Via het vrije grondgebied van de As-bondgenoot Vichy-Frankrijk bereikten zij de grens met het neutrale Zwitserland, waar zij in 1943 als vluchtelingen werden toegelaten. Op 19 juli 1945 werd daar hun zoon Uri geboren in de stad Montreux. Later in dat jaar keerde het gezin terug naar Nederland.
Na zijn doctoraalexamen huwde Rosenthal een Israëlische vrouw. Zij hebben twee kinderen.

## Onderscheiding
- Officier in de Orde van Oranje-Nassau

- Bibsys: 90576589
- Bibliothèque nationale de France: cb12279638r (data)
- CiNii: DA01271863
- Gemeinsame Normdatei: 118165577
- International Standard Name Identifier: 0000 0001 0932 1749
- Library of Congress Control Number: n82004892
- NARCIS: PRS1234698
- Nationale Bibliotheek van Israël: 987007439236805171
- Nederlandse Thesaurus van Auteursnamen: 068471513
- Parlement.com: vg09llkoqvyz
- Réseau des bibliothèques de Suisse occidentale: 02-A003760945
- Système universitaire de documentation: 031615341
- Virtual International Authority File: 108876789
- WorldCat: E39PBJpJhMYKJDWC69BJrdHpyd